# Crassuncus ecstaticus
Crassuncus ecstaticus is een vlinder uit de familie van de vedermotten (Pterophoridae). De wetenschappelijke naam van de soort is, als Pterophorus ecstaticus, voor het eerst geldig gepubliceerd als Pterophorus ecstaticus in 1932 door Edward Meyrick. De combinatie in Crassuncus werd in 2014 door Kovtunovich, Ustjuzhanin & Murphy gemaakt. De typelocatie is Oeganda.

## Andere combinaties
- Picardia ecstaticus Meyrick, 1932, door Gielis, 2003.

## Synoniemen
- Crassuncus chappuisi Gibeaux, 1994, gesynonymiseerd door Kovtunovich, Ustjuzhanin & Murphy in 2014.
  - Typelocatie: Kenya.